# Rhytidoponera peninsularis
Rhytidoponera peninsularis é uma espécie de formiga do gênero Rhytidoponera.